# Бронников, Николай Васильевич
Николай Васильевич Бро́нников (1919—2005) — советский инженер-конструктор, специалист в области разработки ядерного оружия; лауреат Ленинской премии (1963) и Сталинской премии (1953).

## Биография
Родился 26 декабря 1919 года в Самаре.
С 1942 года после окончания Куйбышевского индустриального института работал мастером, бригадиром, технологом и инженер-технологом на Серовском механическом заводе, по выпуску боеприпасов для фронта. С 1946 года работал старшим мастером, инженер-конструктором на Средневолжском станкостроительном заводе, по выпуску танков для фронта.
С 1951 года работал в системе атомной промышленности СССР. С 1951 года направлен в закрытый город Арзамас-16, работал инженер-конструктором, старшим инженер-конструктором и начальником Конструкторской группы ВНИИЭФ.
С 1955 года направлен в закрытый город Челябинск-50, был начальником отдела, заместителем начальника и начальником Конструкторского сектора по разработке термоядерных зарядов ВНИИТФ. Под руководством Н. В. Бронникова были созданы конструкции многих образцов ядерных и термоядерных зарядов, успешно испытанных и переданных на вооружение в различные рода ВС СССР.
С 1983 года пенсионер республиканского значения. Умер в 2005 году в городе Снежинске.

## Награды и премии
Источники:
- орден Октябрьской Революции (1975)
- орден Трудового Красного Знамени (1956)
- Ленинская премия (1963)
- Сталинская премия третьей степени (1953) — за разработку конструкции основных узлов изделий РДС-6с, РДС-4 и РДС-5